# Fahrzeug- und Technikmuseum Alte Feuerwache
Das Fahrzeug- und Technikmuseum Alte Feuerwache ist ein Automuseum in Nordrhein-Westfalen.

## Geschichte
Manfred Jesse gründete 2011 das Museum. Es befindet sich in der Alten Feuerwache, einem Feuerwehrhaus, in Ibbenbüren. Die Ausstellungsfläche beträgt etwa 5000 Quadratmeter. Das Museum war früher an zwei Tagen im Monat geöffnet. Im November 2022 stand auf der Internetseite des Museums, dass Besucher nach Absprache willkommen sind.
Eine Restaurationswerkstatt befindet sich ebenfalls auf dem Gelände.

## Ausstellungsgegenstände
Das Museum stellt etwa 14 Motorräder, 5 Mopeds, 12 Fahrräder und 25 Autos aus. Die Fahrzeuge stammen aus der Zeit ab 1920. Besonderheit ist ein BSA Scout von 1938. Zu den Zweirädern gehören eine Standard der von Wilhelm Gutbrod gegründeten Standard Fahrzeugfabrik GmbH und Motorradmodelle von NSU sowie Fahrräder von Opel und Gritzner. Auf Bildern sind ein AWS Shopper, ein Duo und zwei BMW 3er zu sehen.
Darüber hinaus gab es Sonderausstellungen. So waren zum Beispiel 2011 bis 2012 Einspuranhänger ausgestellt.

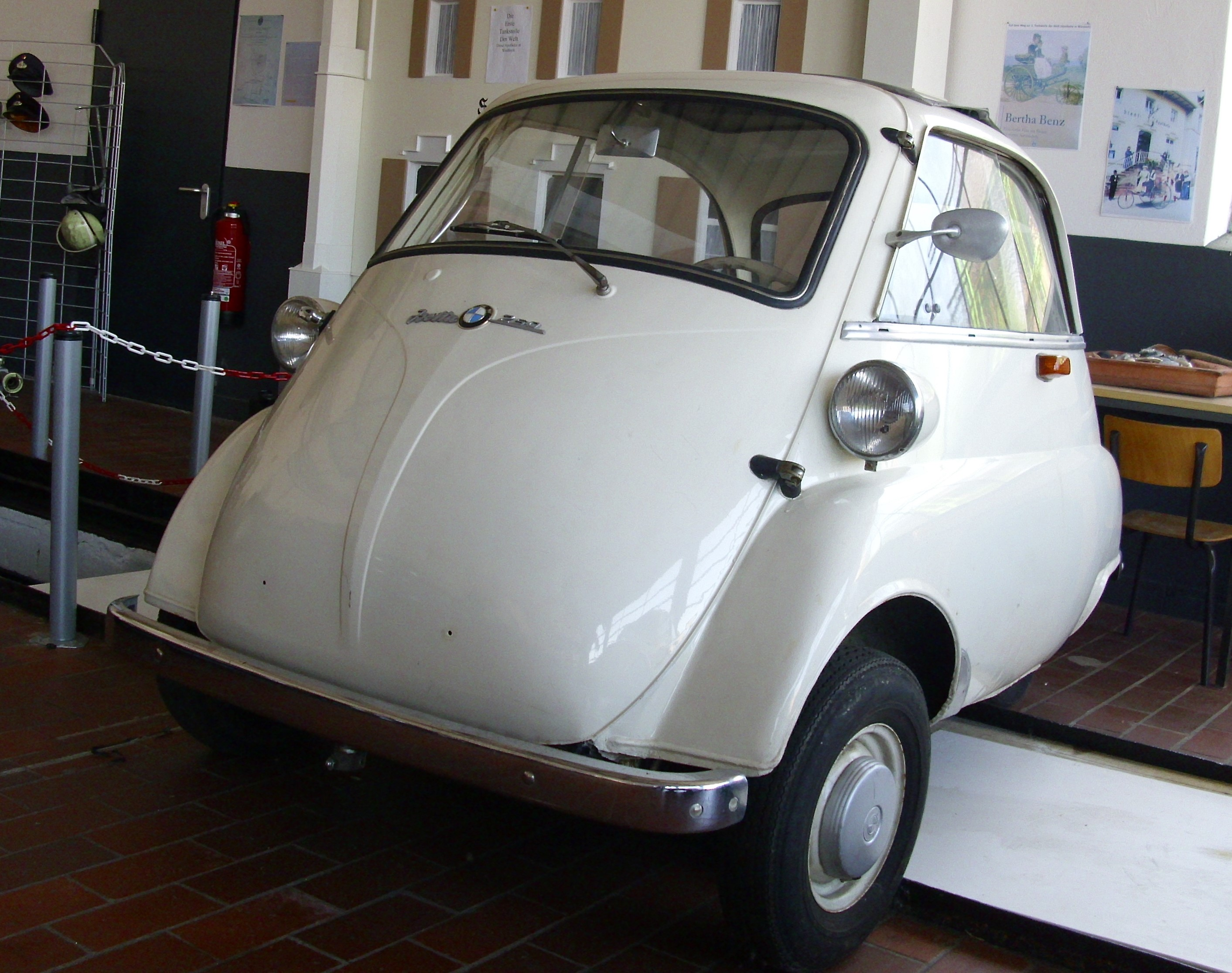
BMW Isetta vom 1957
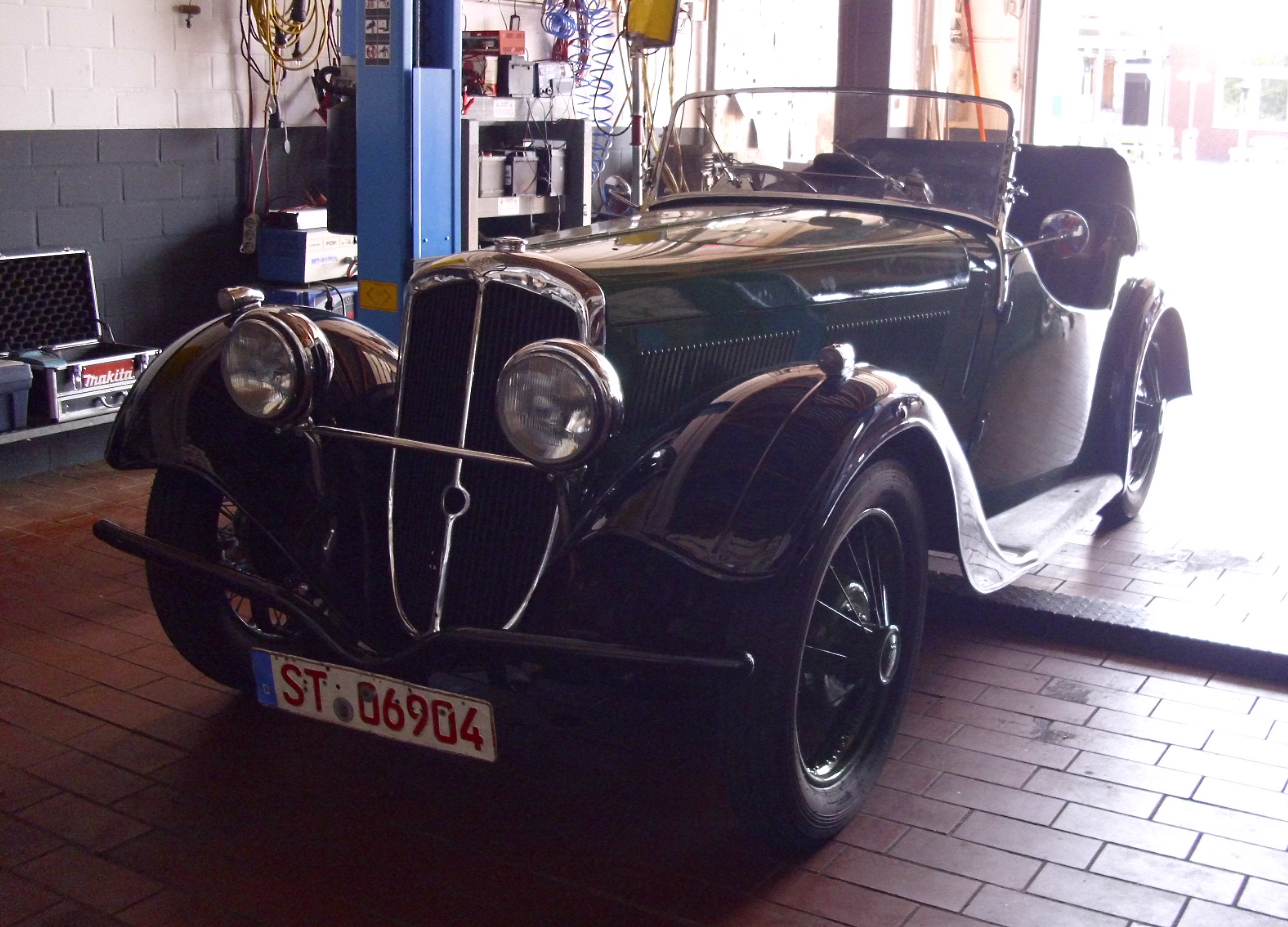
BSA Scout von 1938
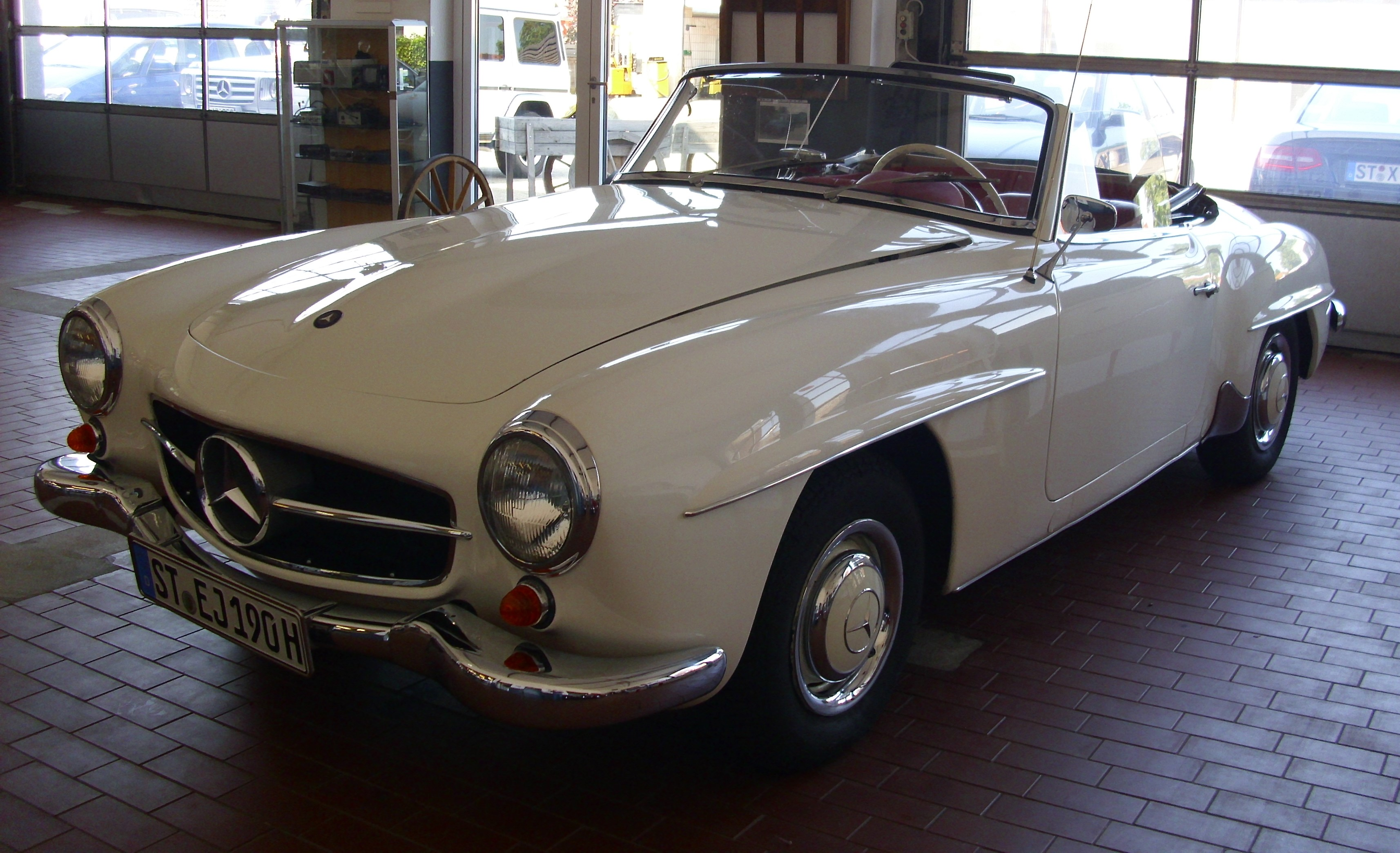
Mercedes-Benz 190 SL
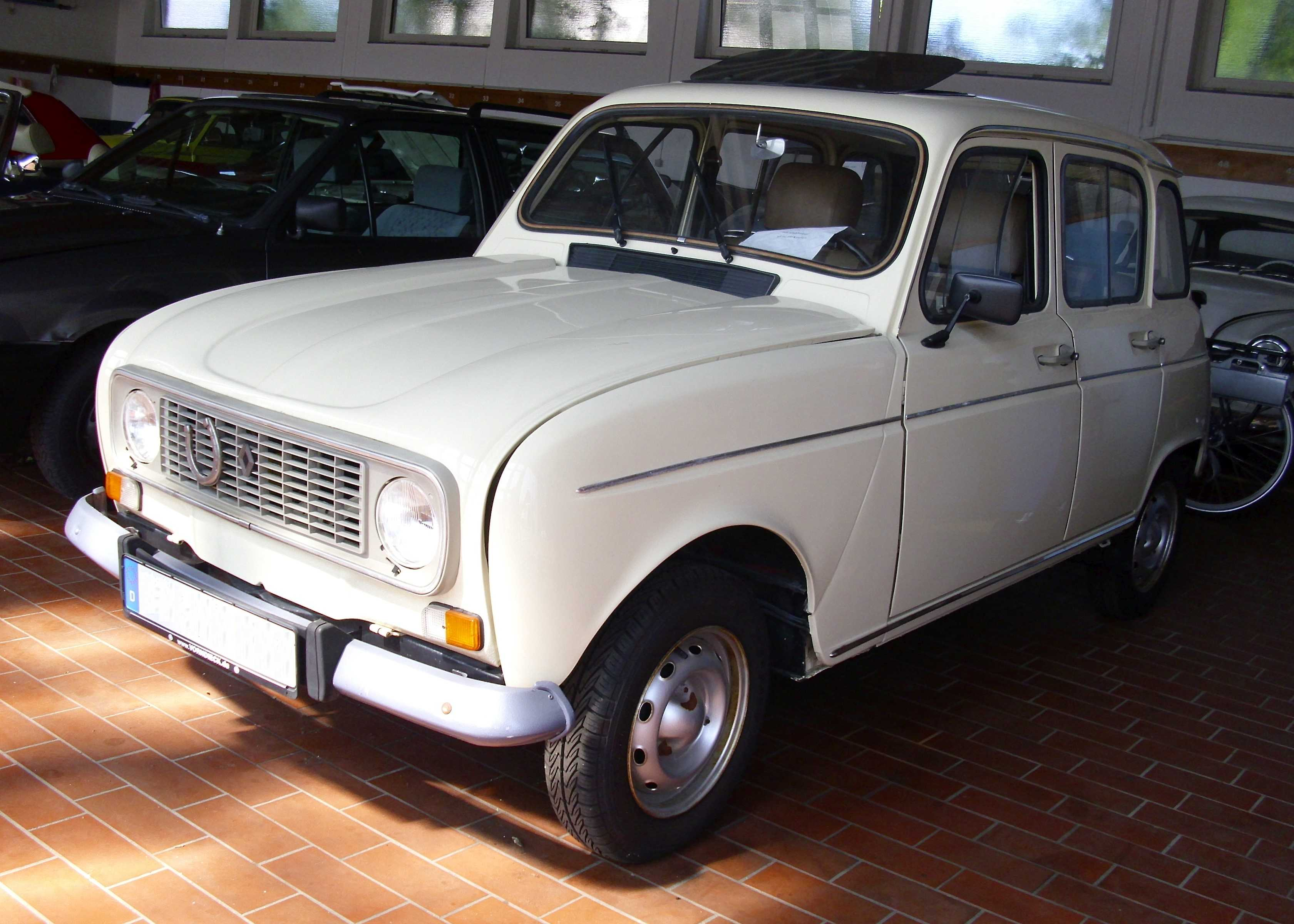
Renault 4 von 1982